# Julián Felipe
Julián Reyes Felipe  (ur. 28 stycznia 1861 w Cavite, zm. 2 października 1944 w Manili) – filipiński kompozytor i organista, kompozytor hymnu narodowego Filipin.
Był synem Justo Felipe i Victorii Reyes. Uczył się gry na fortepianie i organach. Pedro Catalan (z zakonu Augustianów Rekolektów) zatrudnił Felipe jako organistę w kościele parafialnym San Pedro w Cavite. Felipe uczył również muzyki w szkole dla dziewcząt Sagrada Familia. Skomponował m.in. takie utwory jak Aurorita, Danza, Cintas y Flores i Motete al Santisimo. Był członkiem Towarzystwa Muzycznego Św. Cecylii.
Jako zwolennik niepodległości Filipin, wspierał ruch rewolucyjny przeciwko Hiszpanii. Dołączył do rewolucji filipińskiej w 1896 roku. Jego udział w powstaniu zakończył się uwięzieniem w Forcie Santiago razem z 13 Męczennikami z Cavite, został jednak uznany za niewinnego i uwolniono go 2 czerwca 1897 roku.
W 1898 roku, na prośbę generała Emilio Aguinaldo, Felipe skomponował marsz nazwany Marcha Nacional Filipina, który został po raz pierwszy wykonany podczas ogłoszenia niepodległości Filipin 12 czerwca 1898 roku. Muzyka ta stała się później podstawą obecnego hymnu narodowego Filipin – Lupang Hinirang. Tekst hymnu został dodany później, gdy muzyka została połączona ze słowami wiersza Filipinas napisanego przez poetę i żołnierza, José Palmę.
Julián Felipe został uznany za bohatera narodowego. Kongres Filipin ogłosił 28 stycznia Dniem Juliana Felipe na mocy Ustawy Republiki 7805. 

## Wybrane utwory
- Aurora
- Amorita Danza
- Cintas y Flores
- Motete al Santisimo
- Reina de Cavite

## Filmografia
- W filmie El presidente w reżyserii Marka Meily rolę Juliána Felipe zagrał Lou Veloso[5]